# Seneca River (Oswego River)
Der Seneca River ist ein Fluss im US-Bundesstaat New York.

## Flusslauf
Der Seneca River bildet den Abfluss des Seneca Lake. Er verlässt diesen an dessen Nordostufer. Er fließt anfangs in östlicher Richtung und passiert die Orte Waterloo und Seneca Falls. Anschließend wendet sich der Seneca River nach Nordosten. Sein Flusslauf berührt das Nordende des Cayuga Lake und fließt danach in nördlicher Richtung durch das Montezuma National Wildlife Refuge östlich am Black Lake vorbei und trifft auf den Eriekanal. Der Verlauf des unteren Seneca River ist mit dem des Eriekanals weitgehend deckungsgleich. Der Seneca River fließt nun in überwiegend östlicher Richtung. Er durchfließt den Cross Lake und den Ort Baldwinsville. Danach nimmt er den Abfluss des Onondaga Lake auf, wendet sich auf seinen letzten Kilometern nach Norden und vereinigt sich mit dem Oneida River zum Oswego River. Der Seneca River hat eine Länge von 99 km.

## Schifffahrt
Der Oberlauf des Seneca River ist als Cayuga-Seneca-Kanal für die Schifffahrt ausgebaut. Der Unterlauf des Seneca River bildet ein Teilstück des Eriekanals. Am Cayuga-Seneca-Kanal liegen 4 Schleusen. Bei Baldwinsville befindet sich eine Schleuse am Unterlauf des Seneca River. 

## Wasserkraftanlagen
Bei Baldwinsville an der Schleuse #24 des Erie-Kanals betreibt Brookfield Power ein Laufwasserkraftwerk  mit 2 Turbinen und einer Gesamtleistung von 1 MW am Seneca River.
Am Cayuga-Seneca-Kanal befinden sich zwei weitere Wasserkraftwerke.
Wasserkraftanlagen am Seneca River in Abstromrichtung:  
| Name          | Leistung in MW | Anzahl Turbinen | Lage | Betreiber        |
| ------------- | -------------- | --------------- | ---- | ---------------- |
| Waterloo      | 2              |                 | (⊙)  |                  |
| Seneca Falls  | 8              | 4               | (⊙)  |                  |
| Baldwinsville | 1              | 2               | (⊙)  | Brookfield Power |